# Freispitze
La Freispitze (littéralement « pointe Libre ») est un sommet des Alpes, à 2 884 m d'altitude, dans les Alpes de Lechtal, en Autriche (Land du Tyrol).

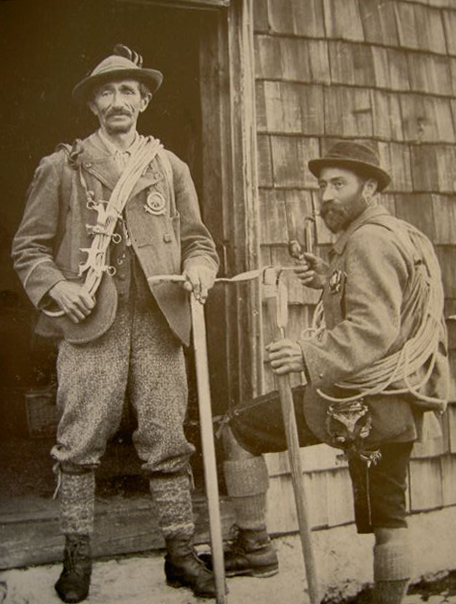
Les alpinistes et guides de montagne Anselm Klotz (à gauche) et Josef Frey (à droite), qui ont gravi la Freispitze pour la première fois.